# بیمارستان سنت مایکل
بیمارستان سنت مایکل (انگلیسی: St. Michael's Hospital) یک بیمارستان آموزشی و مرکز پزشکی در تورنتوی کاناداست که در سال ۱۸۹۲ میلادی با هدف خدمت‌رسانی به افراد فقیر و بیمار برپا شد. این بیمارستان مراقبت‌های سلامت تخصصی و فوق‌تخصصی در زمینهٔ جراحی‌های قلب و مغز و اعصاب و همچنین آندوسکوپی‌های درمانی ارائه می‌کند. بیمارستان سنت مایکل، مرکز درجهٔ اول تروما در کلان‌شهر تورنتو است و دارای بالگردنشین است. این بیمارستان وابسته به دانشکدهٔ پزشکی دانشگاه تورنتو است.
بیمارستان سنت مایکل در تقاطع خیابان یانگ و خیابان کوئین در هسته شهر تورنتو واقع است ۴۶۳ تخت بستری و تعداد فراوانی کلینیک سرپایی دارد. این بیمارستان در سال ۲۰۰۸ جزء ۱۰۰ کارفرمای برتر کانادا بود و به‌مدتِ ۶ سال متوالی از  ۲۰۰۸ تا ۲۰۱۳ میلادی، بهترین کارفرمای کانادایی‌های جدید (مهاجران و تازه‌واردان) نام گرفت.
از ۱ اوت ۲۰۱۷ میلادی، بیمارستان سنت مایکل در کنار مرکز سلامت سنت جوزف و خدمات درمانی پراویندس، شبکهٔ بیمارستانی یونیتی هلث تورنتو را به‌وجود آوردند.

## خدمات
- پودیاتری[۷]
- کایروپراکتیک[۸]
- بخش مراقبت‌های ویژه قلبی
- مراقبت‌های ویژه پزشکی
- مراقب‌تهای جامع دیابت
- جراحی چشم
- بیماری قلبی-عروقی
- سلامت و بهداشت شهری
- بیماری‌های مغز و اعصاب
- اختلالات دستگاه ماهیچه‌ای‌اسکلتی انسان
- جراحی زنان و زایمان
- پزشکی کودکان
- روان‌پزشکی
- مراقبت‌های پیچیدهٔ تخصصی
- جراحی مغز و اعصاب
- جراحی عمومی و جراحی‌های اضطراری و حاد
- جراحی‌های پیشرفته روده‌ای
- جراحی انکولوژی
- جراحی پستان
- روش‌های کم‌تهاجمی جراحی
- آندوسکوپی

«مؤسسهٔ دانش لی کا-شینگ» در ساختمانی مجهز و مدرن در ۱۸ اکتبر ۲۰۱۱ افتتاح شد و متعلق به این بیمارستان است که در زمینهٔ پژوهش و آموزش فعالیت دارد. «گروه زیست‌ایمنی پلاکت تورنتو» نیز که در زمینهٔ اختلالات خونی و پلاکتی فعالیت دارند، در اینجا قرار دارد.